# 豐山町
豐山町（日语：／ Toyoyama chō */?）是位於日本愛知縣名古屋市北側的行政區劃，境內皆為平原地形，內川的支流大山川自轄區北側通過。
2005年以前名古屋市週邊的主要機場名古屋飛行場位於轄區東側，機場即佔了豐山町的約三分之一的面積，該機場的航廈出入口也位於町內；也由於機場的因素，在町內以三菱重工业小牧南工廠為中心，形成了愛知縣的航空產業聚落。
在轄內西南側緊鄰名古屋市的地區有名古屋市中央批發市場負責蔬果及水產批發的北部市場，其周邊區域也因此形成食品相關產業的聚落。
棒球選手鈴木一朗在中學時期之前曾居住于該地。

## 人口
| 豐山町人口分布圖 |                                               |  |
| 豐山町與日本全國年齡別人口分布比較圖 （2005年資料） | 豐山町的年齡、男女別人口分布圖 （2005年資料） |  |
| ■紫色是豐山町 ■綠色是全国 | ■藍色是男性 ■紅色是女性                       |  |
| 豐山町人口變化 \| 1970年 \| 11,005人 \| \| \| 1975年 \| 13,876人 \| \| \| 1980年 \| 13,693人 \| \| \| 1985年 \| 13,791人 \| \| \| 1990年 \| 13,213人 \| \| \| 1995年 \| 13,513人 \| \| \| 2000年 \| 13,001人 \| \| \| 2005年 \| 13,565人 \| \| \| 2010年 \| 14,405人 \| \| \| 2015年 \| 15,177人 \| \| \| 2020年 \| 15,613人 \| \| |                                               |  |
| 資料來源：日本總務省統計中心提供之人口普查數據 |                                               |  |
| 1970年 | 11,005人                                      |  |
| 1975年 | 13,876人                                      |  |
| 1980年 | 13,693人                                      |  |
| 1985年 | 13,791人                                      |  |
| 1990年 | 13,213人                                      |  |
| 1995年 | 13,513人                                      |  |
| 2000年 | 13,001人                                      |  |
| 2005年 | 13,565人                                      |  |
| 2010年 | 14,405人                                      |  |
| 2015年 | 15,177人                                      |  |
| 2020年 | 15,613人                                      |  |

## 歷史
本地在令制國時代屬於尾張國春日井郡，16世紀中曾是織田氏家臣溝口氏的領地，並建有溝口城；17世紀進入江戶時代後，成為尾張藩的領地。
19世紀末明治維新實施廢藩置縣後，原屬尾張藩的區域改隸屬名古屋縣，在1872年的第一次府縣整併四個月後，名古屋縣更名為愛知縣。
1889年日本實施町村制，現在的豐山町轄區在當時分屬為北側的青山村及位於南側的豐場村，兩村在1906年愛知縣的町村整併後，被合併為豐山村，「豐山」的村名即是自原本兩個村的村名中各取一字組合而成；1972年豐山村隨著人口的成長改制為豐山町。

### 變遷表
| 1889年10月1日 | 1889年 - 1944年            | 1945年 - 1954年            | 1955年 - 1989年           | 1989年 - 現在             | 現在                      |
| ------------- | -------------------------- | -------------------------- | ------------------------- | ------------------------- | ------------------------- |
| 青山村        | 1906年7月16日 合併為豐山村 | 1906年7月16日 合併為豐山村 | 1972年4月1日 改制為豐山町 | 1972年4月1日 改制為豐山町 | 1972年4月1日 改制為豐山町 |
| 豐場村        | 1906年7月16日 合併為豐山村 | 1906年7月16日 合併為豐山村 | 1972年4月1日 改制為豐山町 | 1972年4月1日 改制為豐山町 | 1972年4月1日 改制為豐山町 |

## 交通

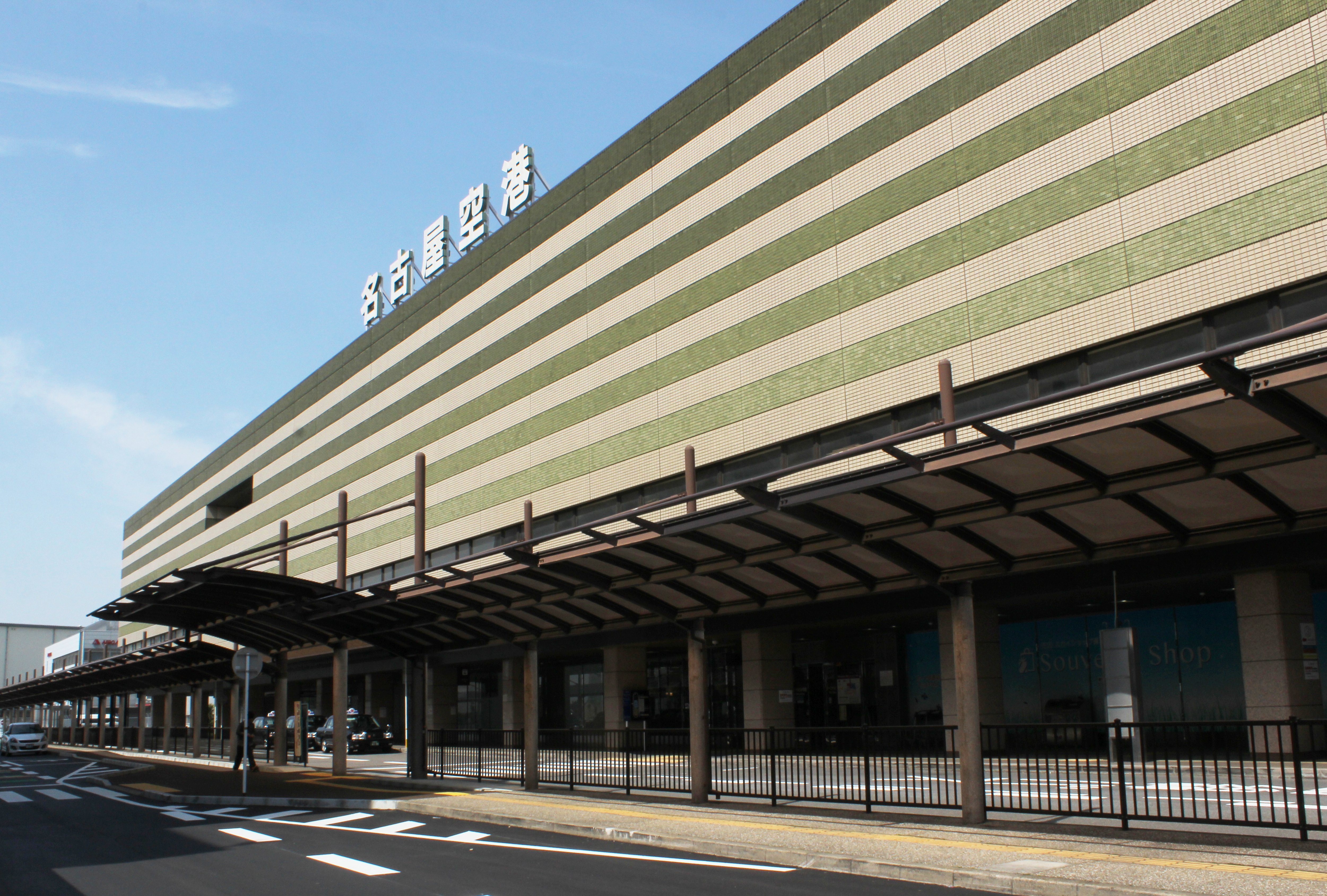
名古屋飛行場航廈

豐山町內並無鐵路路線經過，僅有高速公路名古屋高速11號小牧線以南北向自轄內西部通過；名古屋飛行場雖然位於町內，但機場的對外聯絡主要仰賴葵交通的名古屋空港直行巴士及名鐵巴士的空港班是和西春空港線，這幾條路線也因此成為町內聯外的主要客運路線。
町內區域則有豐山町委託葵巴士經營社區巴士－豐山城鎮巴士。

### 公路
高速公路
- 名古屋高速11號小牧線：（名古屋市） - 豐山南出入口（日语：豊山南出入口） - 豐山北出入口（日语：豊山北出入口） - （小牧市）

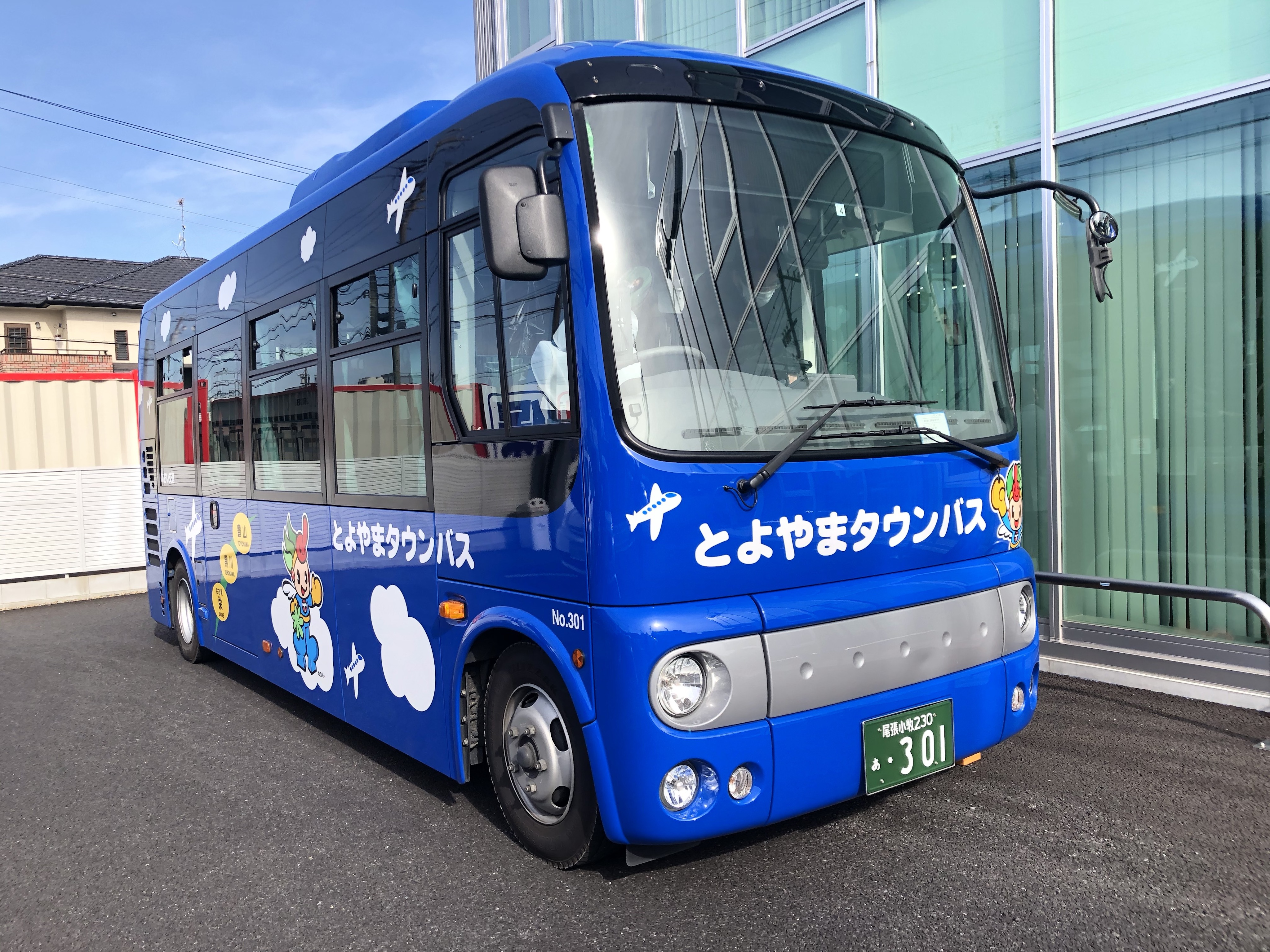
豐山城鎮巴士
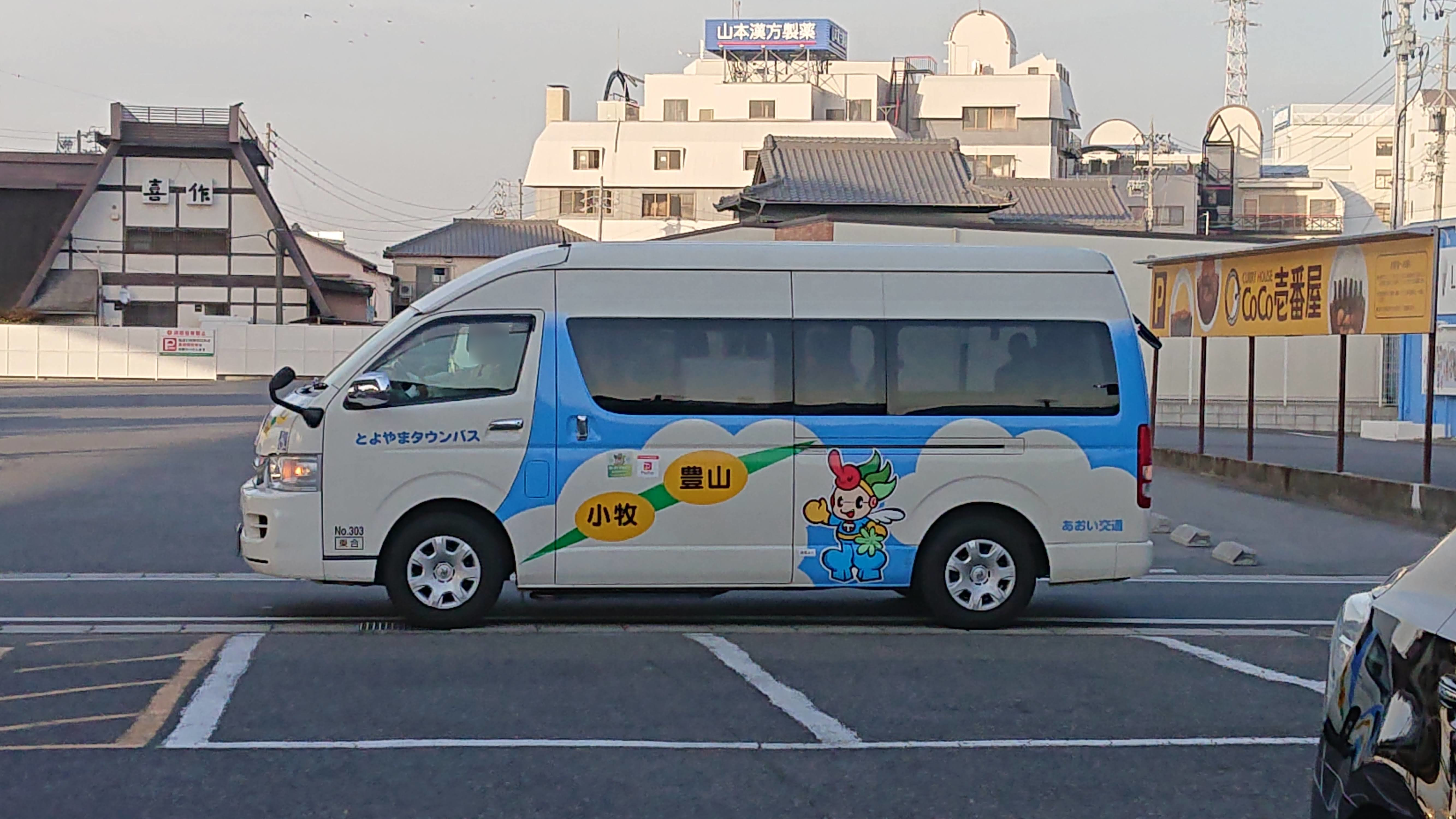
豐山城鎮巴士

## 觀光資源

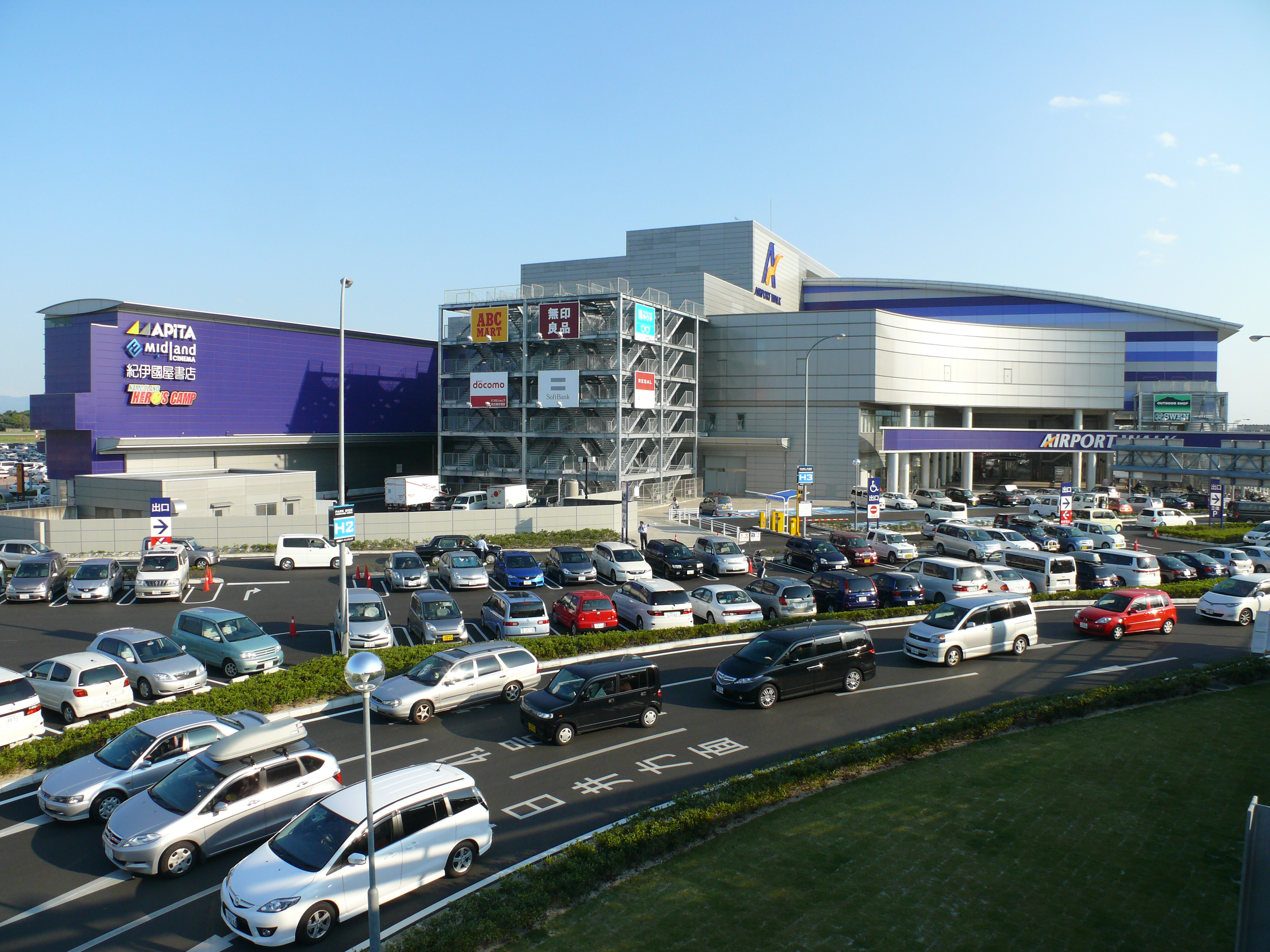
AIRPORT WALK名古屋

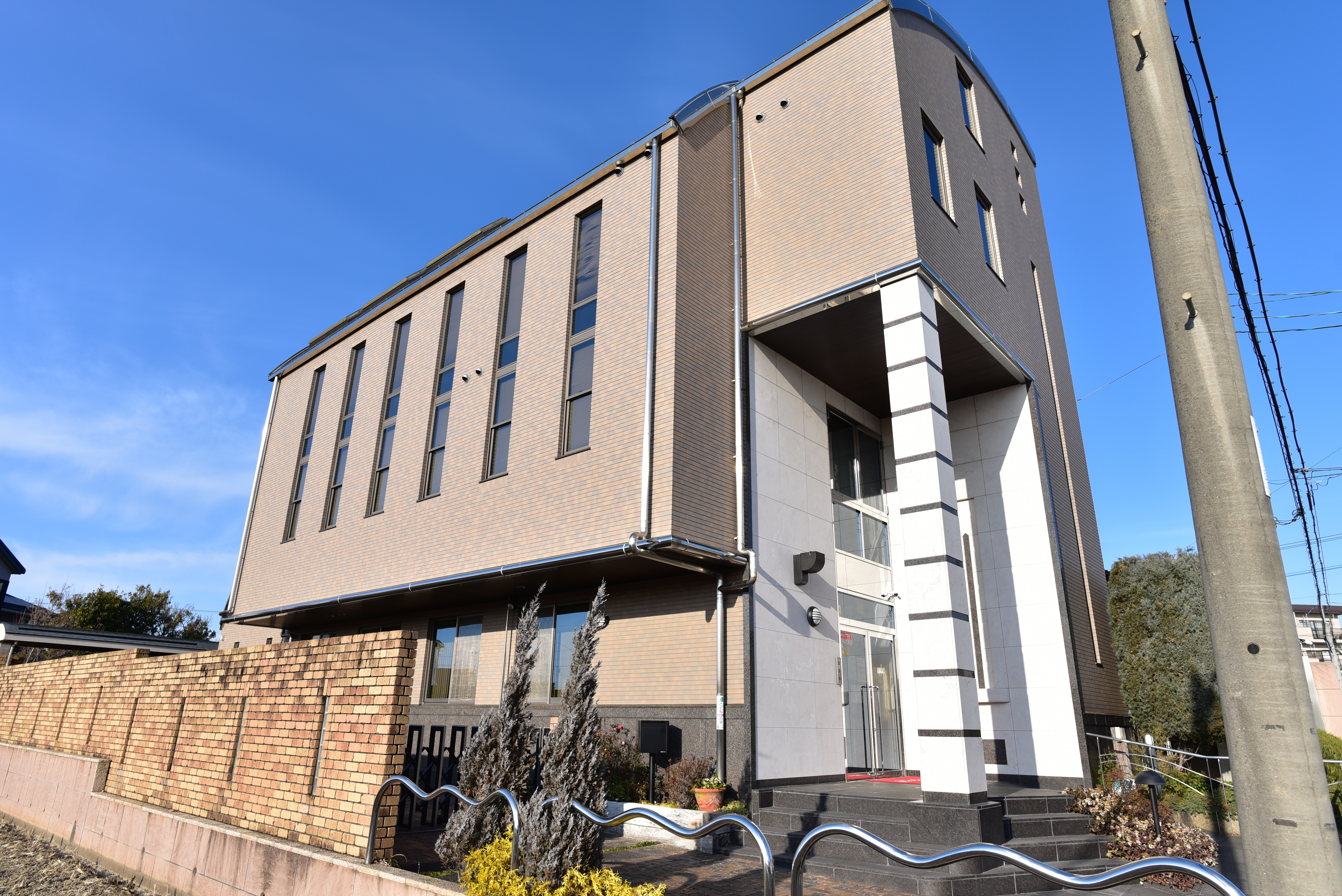
I-fain

由於在名古屋飛行場周邊擁有以三菱重工業為首的的航空產業聚落，1990年三菱重工業在其位於町內的小牧南工廠內設立了三菱重工業名古屋航空宇宙系統製作所史料室，展出自1920年代起對於飛行器開發的歷史資料；不過由於展示空間的建築過於老舊，2017年三菱重工關閉了此展示空間，並在2020年轉至名古屋市港區的三菱重工大江工廠内開設「大江時計台航空史料室」。
其他以航空產業為主題的景點還包括：2005年豐山町公所也成立的航空館boon展出多種飛行器的資料，2017年愛知縣政府利用名古屋飛行場的舊國際航廈設立愛知航空博物館，直接利用過去的舊機棚展出多架實體飛機。而舊國際航廈周邊的空間同時也設立了大型購物商場-AIRPORT WALK名古屋。
日本第一款自行開發組裝的民用噴射客機三菱區域型噴射客機（簡稱MRJ）是由三菱重工業於本地的工廠組裝完成，並在名古屋飛行場進行試飛，2017年三菱在其的工廠內也規畫了「MRJ博物館」，在此展出此款飛機開發歧見所使用的各種模擬模型、零件及組裝場地。
此外，由於棒球選手鈴木一朗過去在童年時期曾居住於此，2000年起在此設立了個人紀念館I-fain，展出其個人在棒球生涯的各個獎項及收藏紀念品。

## 姊妹、友好城市

### 海外
- 格蘭特郡（美國华盛顿州）
過去在豐山町完成的日本國產噴射客機三菱區域型噴射客機在組裝完成後，曾在格蘭特郡國際機場（日语：グラント郡国際空港）進行試飛，名古屋飛行場因此在2016年與格蘭特郡國際機場締結為姊妹機場，2019年豐山町也因此與格蘭特郡締結為姊妹城市。[14]

### 日本
- 阿智村（長野縣）
兩地於2012年締結為友好交流都市。[15]
- 瀨棚町（北海道）
過去在1890年代曾有來自豐山本地的居民前往現在的瀨棚町地區開墾，兩地因而在2019年締結為友好交流城市。[16][17]

## 外部連結
- （日語） 豐山町的Facebook專頁
- （日語） 豐山町的X（前Twitter）